# Quyền trẻ em
Quyền trẻ em là tất cả những gì trẻ em cần có để được sống và lớn lên một cách lành mạnh và an toàn. Quyền trẻ em nhằm đảm bảo cho trẻ em không chỉ là người tiếp nhận sự yêu thương và chăm sóc của người lớn, mà các em là những thành viên tham gia tích cực vào quá trình phát triển. Bao gồm quyền được bảo vệvà chăm sóc đặc biệt mà mọi người, mọi gia đình dành cho trẻ em và cả quyền được cha mẹ ruột yêu thương, cũng như những nhu cầu căn bản: được ăn uống, được giáo dục phổ quát do nhà nước trả tiền, được chăm sóc sức khoẻ và các điều luật hình sự thích hợp với độ tuổi và sự phát triển của trẻ em. Những cách giải thích về quyền trẻ em thay đổi từ cho phép trẻ em khả năng tự quyết về hành động tới đảm bảo cho trẻ em tự do về thân thể, tinh thần và tình cảm không bị lạm dụng, dù cái bị gọi là "lạm dụng" đang là một vấn đề gây tranh cãi. Các định nghĩa khác gồm quyền  được chăm sóc và nuôi dưỡng.
"Trẻ em là một người có độ tuổi dưới 18, trừ khi luật pháp ở từng nước cụ thể quy định tuổi thành niên. Luật pháp Việt Nam quy định trẻ em là người dưới 16 tuổi." Theo Đại học Cornell, một đứa trẻ là một con người, và cha mẹ có quyền lợi và tính sở hữu tuyệt đối với đứa trẻ đó, nhưng đây là một quan điểm hoàn toàn theo kiểu Mỹ. Thuật ngữ "trẻ em" không cần thiết phải có nghĩa là một đứa trẻ mà có thể gồm cả trẻ em trưởng thành cũng như trẻ em trưởng thành không phụ thuộc. Không có các định nghĩa về các thuật ngữ khác được sử dụng để miêu tả người còn trẻ như "thanh niên", "vị thành niên," hay "thiếu niên" trong luật pháp quốc tế.
Lĩnh vực quyền trẻ em bao hàm các lĩnh vực của luật pháp, chính trị, tôn giáo và đạo đức.

## Cơ sở pháp lý

Một đứa bé làm việc như một "clock boy" trên đường phố Merida, Mexico.

Được định nghĩa là trẻ em theo pháp luật, đứa trẻ không có quyền tự chủ hay quyền tự đưa ra quyết định về chính mình theo bất kỳ một hệ thống pháp lý từng biết trên thế giới. Thay vào đó, những người lớn giám hộ, gồm cha mẹ, nhân viên xã hội, giáo viên, và những người khác được trao quyền đó, tuỳ thuộc theo từng hoàn cảnh. Một số người tin rằng việc này khiến trẻ em không có đủ sự giám sát với cuộc đời của chính chúng và khiến chúng trở nên dễ bị nguy hiểm. Louis Althusser đã đi xa tới mức miêu tả hệ thống pháp luật này, khi nó được áp dụng cho trẻ em, là "cơ cấu đàn áp".
Các cấu trúc như chính sách chính phủ đã được một số nhà bình luận coi là cách thức che giấu những cách người lớn lạm dụng và khai thác trẻ em, dẫn tới tình trạng nghèo của trẻ em, thiếu các cơ hội giáo dục và lao động trẻ em. Theo quan điểm này, trẻ em bị coi là một nhóm thiểu số mà xã hội cần phải xem xét lại cách đối xử của mình với nó. Tuy nhiên, không có bằng chứng rằng những quan điểm như thế được chia sẻ rộng rãi trong xã hội.
Các nhà nghiên cứu đã xác định trẻ em cần thiết phải được công nhận như những thành viên tham gia vào xã hội mà quyền và trách nhiệm của nó phải được công nhận ở mọi lứa tuổi.

## Các định nghĩa lịch sử về quyền trẻ em
Sự đồng thuận về việc định nghĩa quyền trẻ em đã trở nên rõ ràng hơn trong năm mươi năm qua. Một bài viết xuất bản năm 1973 của Hillary Clinton (khi ấy bà là một luật sư) nói rằng quyền trẻ em là một "cụm từ cần được định nghĩa". Theo một số nhà nghiên cứu, khái niệm về quyền trẻ em vẫn không được định nghĩa rõ ràng, với ít nhất một đề xuất rằng không có định nghĩa hay lý thuyết về quyền của trẻ em được chấp nhận là duy nhất.
Luật về quyền trẻ em được định nghĩa là điểm nơi pháp luật giao cắt với đời sống của một đứa trẻ. Nó gồm tình trạng phạm tội vị thành niên, quy trình pháp lý cho trẻ em liên quan tới hệ thống pháp lý hình sự, sự đại diện thích hợp và các dịch vụ phục hồi hiệu quả; chăm sóc hay bảo vệ trẻ em trong các trung tâm chăm sóc của nhà nước; đảm bảo giáo dục cho mọi đứa trẻ không cần biết tới nguồn gốc, nòi giống, giới tính, sự tàn tật, hay khả năng, và chăm sóc sức khoẻ và biện hộ pháp lý.

## Các kiểu quyền

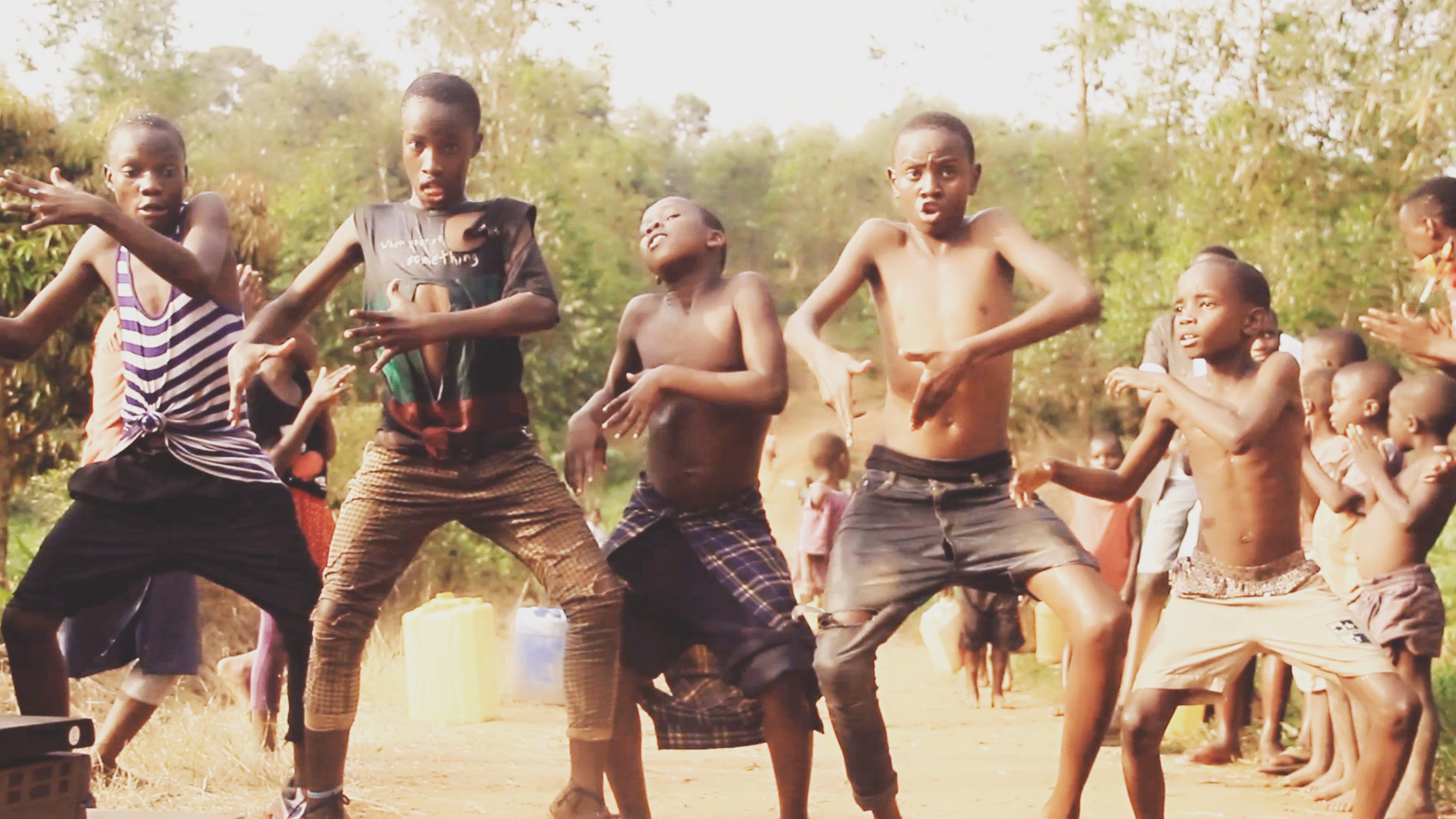
Trẻ em Uganda nhảy múa trong dự án bảo vệ quyền trẻ em Masaka Kids Africana.

Quyền trẻ em được định nghĩa theo nhiều cách, gồm cả một phổ rộng về quyền văn hoá, kinh tế, xã hội và chính trị dân sự. Những quyền thường có hai kiểu chính: quyền biện hộ pháp lý cho trẻ em như người có quyền tự quyết theo luật và những quyền đưa ra một yêu cầu với xã hội về việc bảo vệ khỏi những điều tổn hại có thể được gây ra với trẻ em bởi sự phụ thuộc của chúng. Các quyền đó đã được gọi là quyền được trao quyền hợp pháp và quyền được bảo vệ. Một tổ chức ở Canada đã xếp quyền trẻ em theo ba đặc tính:
- Dự liệu: Trẻ em có quyền có tiêu chuẩn sống, chăm sóc sức khoẻ, giáo dục và dịch vụ thích hợp, và được vui chơi. Chúng gồm một chế độ ăn cân bằng, một chiếc giường ấm áp để ngủ, và quyền tới trường.
- Bảo vệ: Trẻ em có quyền được bảo vệ khỏi lạm dụng, bỏ bê, khai thác và phân biệt đối xử. Nó bao gồm quyền có nơi an toàn để vui chơi; cách nuôi dạy mang tính xây dựng, và nhận thức về khả năng phát triển của trẻ em.
- Tham gia: Trẻ em có quyền tham gia vào các cộng đồng và có các chương trình và dịch vụ dành riêng cho chúng. Điều này bao gồm sự tiếp cận của trẻ em với thư viện và các chương trình cộng đồng, các hoạt động tiếng nói thanh niên, và sự tham gia của trẻ em vào việc hoạch định chính sách.[17][18]
- Ngoài ra ở Việt Nam quyền trẻ em được chia làm 4 nhốm chính: quyền được sống còn, quyền được phát triển, quyền được bảo vệ, quyền dược tham gia
- Nhóm quyền được sống còn, bao gồm: - Quyền được sống. - Quyền có họ tên, quốc tịch. ...
- Nhóm quyền được phát triển, bao gồm: - Quyền được chăm sóc sức khỏe, điều trị bệnh. ...
- Nhóm quyền được bảo vệ, bao gồm: - Quyền được giữ gìn bản sắc văn hóa dân tộc. ...
- Nhóm quyền được tham gia, bao gồm:  - Quyền được hình thành quan điểm riêng và tự do phát triển những quan điểm đó về các vấn đề có tác động đến trẻ em  - Quyền tự do bày tỏ ý kiến (kkhông trái pháp luật)  - Quyền tự do kết giao, hội họp tụ tập một cách hòa bình.

Trong một mô hình tương tự, Quyền mạng lưới thông tin của trẻ em, hay CRIN để thiết lập một cách ngắn gọn các quyền trẻ em theo hai nhóm:
- Quyền về kinh tế, xã hội và văn hoá, liên quan tới các điều kiện cần thiết để đáp ứng các nhu cầu cơ bản của con người như thực phẩm, nơi trú ngụ, giáo dục, chăm sóc sức khoẻ, việc làm có trả công. Ngoài ra còn có quyền về giáo dục, nhà ở thích hợp, thực phẩm, nước, tiêu chuẩn chăm sóc sức khoẻ tốt nhất có thể, quyền làm việc và quyền tại nơi làm việc, cũng như các quyền văn hoá của các nhóm sắc tộc thiểu số và bản xứ.
- Các quyền về môi trường, văn hoá và phát triển, thỉnh thoảng được gọi là "quyền của thế hệ thứ ba," và gồm cả quyền được sống trong các môi trường an toàn và có lợi cho sức khoẻ và các nhóm người có quyền về văn hoá, chính trị và phát triển kinh tế.

Ân xá quốc tế công khai ủng hộ bốn quyền riêng biệt của trẻ em, gồm sự chấm dứt việc giam giữ trẻ em vị thành niên mà không có cam kết, chấm dứt tuyển mộ và sử dụng trẻ em vào quân sự, chấm dứt hình phạt tử hình cho mọi người dưới 21 tuổi, và nâng cao nhận thức về nhân quyền trong lớp học. Human Rights Watch, một tổ chức nhân quyền quốc tế, đấu tranh cho lao động trẻ em, pháp lý cho trẻ vị thành niên, trẻ em mồ côi và bị bỏ rơi, người tị nạn, trẻ em đường phố và nhục hình.
Sự nghiên cứu học thuật nói chung tập trung trên quyền trẻ em bằng cách xác định các quyền cá nhân. Các quyền sau "cho phép trẻ em lớn lên một cách khoẻ mạnh và tự do":
- Tự do ngôn luận
- Tự do tư tưởng
- Tự do kính sợ
- Tự do lựa chọn và quyền tham gia vào quá trình hoạch định chính sách
- Sở hữu với cơ thể của mình

Các vấn đề các ảnh hưởng tới quyền trẻ em gồm trẻ em an toàn, mại dâm trẻ em và khiêu dâm trẻ em.

### Những khác biệt giữa quyền trẻ em và quyền thanh niên
"Ví dụ, trong đa số các hệ thống pháp lý, trẻ em không được phép bỏ phiếu, kết hôn, mua rượu, có quan hệ tình dục, hay tham gia vào lao động có trả lương." Bên trong phong trào quyền thanh niên, mọi người tin rằng sự khác biệt chính giữa quyền trẻ em và quyền thanh niên là quyền trẻ em nói chung ủng hộ việc thiết lập và thực thi việc bảo hộ trẻ em và thanh niên, trong khi quyền thanh niên (một phong trào nhỏ hơn nhiều) nói chung ủng hộ việc mở rộng quyền tự do cho trẻ em và/hay thanh niên và các quyền như bỏ phiếu.

### Quyền cha mẹ
Cha mẹ có tác động tới cuộc sống của trẻ em theo một cách duy nhất, và vì thế vai trò của họ trong quyền trẻ em phải được phân biệt theo một cách riêng biệt. Các vấn đề riêng biệt trong mối quan hệ trẻ em-cha mẹ gồm sao lãng trẻ em, lạm dụng trẻ em, tự do lựa chọn, hình phạt thân thể và giám hộ trẻ em. Đã có các lý thuyết đề nghị cung cấp cho cha mẹ các cách hành xử dựa trên quyền để giải quyết căng thẳng giữa "tình cảm thông thường của cha mẹ" và quyền trẻ em. Vấn đề đặc biệt có liên quan tới các quá trình pháp lý ảnh hưởng tới sự giải phóng trẻ em, và trong các trường hợp khi trẻ em kiện cha mẹ chúng.
Một quyền trẻ em về một mối quan hệ với cả cha và mẹ đang dần được công nhận như là một yếu tố quan trọng để xác định các quyền lợi tốt nhất của trẻ em khi ly dị và quyết định quyền giám hộ trẻ em. Một số chính phủ đã ra các điều luật tạo ra một giả định có thể bị bác bỏ rằng sự chia sẻ chăm sóc giữa cha mẹ là những quyền lợi tốt nhất của trẻ em.

## Phong trào
Cuốn The Rights of Infants (Quyền Trẻ em) xuất bản năm 1796 của Thomas Spence là một trong những cuốn sách đầu tiên bằng tiếng Anh xác nhận các quyền của trẻ em. Trong suốt thập niên đầu tiên của thế kỷ XX các nhà hoạt động vì quyền trẻ em đã được tổ chức để đòi hỏi quyền cho trẻ em vô gia cư và giáo dục công cộng. Cuốn The Child's Right to Respect (Quyền được tôn trọng của trẻ em) xuất bản năm 1927 của Janusz Korczak đã gia tăng sự chú ý của văn học về lĩnh vực này, và hiện nay hàng chục tổ chức quốc tế đang hoạt động trên khắp thế giới để cổ động cho quyền trẻ em.

### Phản đối
Sự phản đối với quyền trẻ em đã quá cổ lỗ trong bất kỳ khuynh hướng hiện tại nào của xã hội, với những lời tuyên bố chống quyền trẻ em được ghi lại từ những năm 1200 và còn sớm hơn nữa. Những người phản đối quyền trẻ em tin rằng thiếu niên cần được bảo vệ khỏi thế giới người lớn, gồm cả những quyết định và trách nhiệm của thế giới đó. Trong xã hội thống trị của người lớn, tuổi thơ được lý tưởng hoá như một thời kỳ ngây thơ, một thời kỳ không có trách nhiệm và xung đột, và một thời kỳ chủ yếu là vui chơi. Đa số sự phản đối xuất phát từ những lo ngại liên quan tới chủ quyền quốc gia, quyền của nhà nước, và quan hệ cha mẹ-con cái. Những khó khăn tài chính và "các giá trị truyền thống ngầm đối lập với các quyền trẻ em" cũng đã được trích dẫn. Quan niệm về quyền trẻ em đã nhận được ít sự quan tâm tại Hoa Kỳ.

## Luật pháp quốc tế
Tuyên bố Toàn cầu về Nhân quyền được xem là căn bản cho mọi tiêu chuẩn pháp lý quốc tế về quyền trẻ em hiện nay. Có nhiều hiệp ước và luật pháp đề cập tới quyền trẻ em trên khắp thế giới. Một số lượng tài liệu hiện tại và lịch sử ảnh hưởng tới những quyền này, gồm Tuyên bố về Quyền Trẻ em năm 1923, được Eglantyne Jebb và chị/em của bà là Dorothy Buxton phác thảo tại London, Anh năm 1919, được Hội quốc liên tán thành và được Liên hiệp quốc thông qua năm 1946. Sau này nó trở thành nền tảng cho Hiệp ước về Quyền Trẻ em.

### Hiệp ước về Quyền Trẻ em
Công ước quốc tế về quyền trẻ em hay CRC, của Liên hiệp quốc năm 1989 là công cụ có tính bắt buộc pháp lý quốc tế đầu tiên có tích hợp toàn bộ phạm vi nhân quyền –dân sự, văn hoá, kinh tế, chính trị và quyền xã hội. Việc thực thi nó được giám sát bởi Uỷ ban về Quyền Trẻ em. Các chính phủ quốc gia phê chuẩn hay cam kết bảo vệ và đảm bảo quyền trẻ em, và đồng ý có trách nhiệm với cam kết này trước cộng đồng quốc tế. CRC, cùng với các cơ cấu trách nhiệm tội phạm quốc tế như Toà án Tội phạm Quốc tế, Toà án Nam Tư và Toà án Rwanda, và Toà án Đặc biệt về Sierra Leone, được cho là đã làm gia tăng đáng kể quyền của trẻ em trên thế giới.

### Thực thi
Nhiều cơ cấu và tổ chức để thực thi có tồn tại nhằm đảo bảo quyền của trẻ em. Chúng gồm Child Rights Caucus cho Phiên họp đặc biệt của Đại hội đồng Liên hiệp quốc về trẻ em. Nó được thành lập để khuyến khích việc áp dụng đầy đủ và tương thích với Hiệp ước về Quyền Trẻ em, và để đảm bảo rằng các quyền trẻ em được ưu tiên trong các phiên họp đặc biệt của Đại hội đồng Liên hiệp quốc về Trẻ em và quá trình chuẩn bị. Hội đồng Nhân quyền Liên hiệp quốc đã được thành lập "với hy vọng rằng nó có thể có hiệu quả, đáng tin cậy và tập trung hơn vào việc lên án những hành động vi phạm nhân quyền trên thế giới hơn là Cao uỷ Nhân quyền vốn bị chỉ trích rất nhiều." Nhóm các tổ chức phi chính phủ vì Hiệp ước về quyền Trẻ em là một liên minh các tổ chức phi chính phủ quốc tế ban đầu được thành lập năm 1983 để tạo điều kiện cho việc áp dụng Hiệp ước Liên hiệp quốc về Quyền Trẻ em.
Nhiều quốc gia trên thế giới có các nhân viên thanh tra hay uỷ viên với trách nhiệm đại diện cho các quyền lợi của trẻ em bằng cách điều tra và chuyển những lời phàn nàn bởi các cá nhân công dân liên quan tới quyền trẻ em. Các viên thanh tra về quyền trẻ em cũng có thể làm việc cho một hội đoàn, một tờ báo, một tổ chức phi chính phủ, hay thậm chí cho công cộng.
Tất cả mọi người có thể xem thêm tại những địa chỉ trang web sau: 
- Giải hoà bình trẻ em quốc tế
- Chương trình hành động quốc gia vì trẻ em
- Prince v. Massachusetts
- Red Hand Day
- Giải trẻ em quốc tế về quyền trẻ em
- New Jersey v. T.L.O. (Vụ xét xử của Toà án tối cao Hoa Kỳ về quyền riêng tư của học sinh trường công)

## Câu nói
| “             | Trẻ em như búp trên cành Biết ăn ngủ, biết học hành là ngoan. | ” |
| — Hồ Chí Minh |                                                               |   |

| “        | Trẻ em hôm nay, thế giới ngày mai. | ” |
| — UNESCO |                                    |   |